# Егенгаузен
Егенгаузен (нім. Egenhausen) — громада в Німеччині, знаходиться в землі Баден-Вюртемберг. Підпорядковується адміністративному округу Карлсруе. Входить до складу району Кальв.
Площа — 10,01 км2. Населення становить 2039 ос. (станом на 31 грудня 2020).